# Göthe Grefbo
Göthe Grefbo, né le 30 octobre 1921 à Föllinge (Suède) et mort le 17 mai 1991 à Stockholm, est un acteur suédois.

## Biographie
Il est apparu dans plus de 70 films et émissions de télévision entre 1948 et 1989. 

## Filmographie sélective
- 1958 : Musique Ombord
- 1958 : Jazzgossen
- 1968 : Badarna
- 1969 : Pippi monte à bord
- 1969 : Broche Pippi
- 1973 : Emil och griseknoen